# الكأس الأفروآسيوية للأندية 1996
الكأس الأفروآسيوية للأندية هي النسخة التاسعة من الكأس الأفروآسيوية وكانت بين سيونغنام الهوا شنما وأورلاندو بيراتس وفاز سيونغنام الهوا شنما.

## الفرق
سيونغنام الهوا شنما الفائز بدوري أبطال آسيا
 أورلاندو بيراتس الفائز بدوري أبطال أفريقيا

## الفائز بالبطولة
سيونغنام الهوا شنما (أول لقب)